# (256697) Nahapetov
(256697) Nahapetov – planetoida pasa głównego. Została odkryta 6 stycznia 2008 przez Timura Kriaczko. (256697) Nahapetov okrąża Słońce w ciągu 3,87 roku w średniej odległości 2,46 j.a.
Planetoidzie tej nadano nazwę pochodzącą od aktora rosyjskiego Rodiona Nachapietowa (ur. 1944).
Planetoida ta nosiła wcześniej tymczasowe oznaczenie 2008 AZ1.